# Скачки на верблюдах

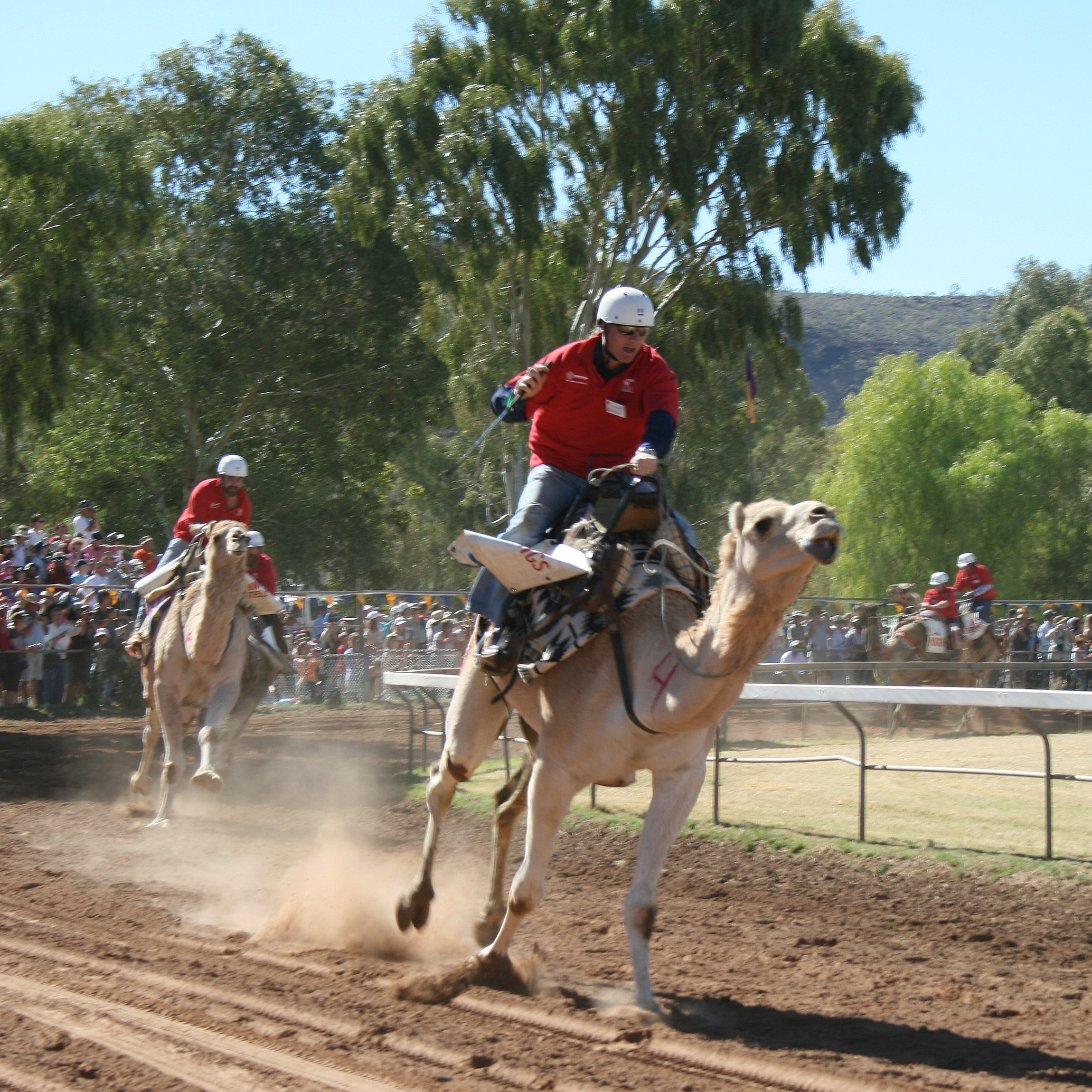
Скачки на верблюдах в Австралии

Скачки на верблюдах — вид спорта, распространённый на территории Пакистана, Саудовской Аравии, Египта, Бахрейна, Иордании, Катара, Объединённых Арабских Эмиратов, Омана, Австралии и Монголии. Для скачек используются как дромадеры, так и бактрианы, чей ареал располагается севернее, в районе Монголии и пустыне Гоби; в некоторых арабских странах выводятся специальные скаковые породы и существуют особые центры для подготовки скаковых верблюдов. До середины XX века скачки на верблюдах имели распространение фактически только на Аравийском полуострове, где известны с VII века, но впоследствии стали популярны и в других ближневосточных странах и даже за пределами региона.
Профессиональные скачки на верблюдах являются одновременно азартными бегами, на которых делают крупные ставки, и привлекающим внимание туристов событием. Правила в зависимости от конкретной страны и конкретного состязания могут различаться в плане длины дистанции, числа участников или, например, возраста и породы допускаемых к скачкам верблюдов. Самцы и самки верблюдов из-за разницы в весе, как правило, не участвуют в одних и тех же скачках.
В качестве жокеев на скачках на верблюдах часто выступают несовершеннолетние, многие из которых делают это по принуждению и часто получают травмы во время состязаний. В некоторых арабских странах (например, в ОАЭ и Катаре) приняты специальные законы, запрещающие использование детей в качестве наездников верблюдов. Чтобы сохранить древнюю традицию, не нарушая при этом закон, были разработаны жокеи-роботы, и в 2005 году в Катаре были впервые проведены скачки, в которых в качестве наездников участвовали только роботы.